# Kim Maher
Kim Ly Maher, née le 5 septembre 1971 à Saïgon, est une joueuse de softball américaine. 
Elle remporte en 1996 la médaille d'or aux Jeux olympiques d'Atlanta avec l'équipe américaine de softball.